# Межонка (Березинський район)
Межонка (біл. вёска Межонка) — село в складі Березинського району Мінської області, Білорусь. Село підпорядковане Мачеській сільській раді, розташоване в східній частині області.